# Медична реабілітація
Меди́чна реабіліта́ція — це комплекс заходів, що включає способи прискорення відновлення, стимуляції реперативно-регенеративних процесів, виявлення та зміцнення компенсаторних механізмів, корекції загальної резистентності організму та імунітету, або реабілітаційна медицина — це мультидисциплінарний підхід до охорони здоров'я та медицини, спрямований на відновлення або покращення функціональних здібностей, незалежності та якості життя та здоров'я осіб, які перенесли фізичну чи психологічну травму, хворобу, інвалідність або хронічні захворювання. Цей процес, орієнтований на пацієнта, включає команду медичних працівників, які спільно працюють над розробкою та впровадженням індивідуального плану реабілітації, який відповідає фізичним, психологічним, соціальним і професійним потребам пацієнта.
Основна мета медичної реабілітації — допомогти пацієнтам відновити свою незалежність, відновити свої фізичні та когнітивні функції та адаптуватися до нових обмежень, максимізуючи їхнє загальне благополуччя. Цей процес може передбачати комплексний підхід, який поєднує досвід різних медичних працівників для вирішення унікальних потреб і проблем кожного пацієнта. Частина спеціалістів які надають медичні послуги на етапі реабілітації — представники не лікарських спеціальностей: фізичні терапевти, ерготерапевти, психологи, логопеди.
Реабілітаційні засоби охоплюють широкий спектр втручань, включаючи фізичну терапію й лікувальну фізкультуру, фізіотерапію, медикаментозну терапію, дієтотерапію, регенеративну медицину, санітарно-курортне лікування, психологічну підтримку й психотерапію, мануальну терапію й масаж, адаптивний спорт, ерготерапію, логопедію, протезування, ортезування та допоміжні пристрої, відновлювальну та косметичну хірургію, комплементарні методи і спеціальну освіту.

## Історичні відомості
Історія медичної реабілітації сягає стародавніх цивілізацій, де ранні практики та методи використовувалися для усунення функціональних обмежень, спричинених травмами чи хворобами. Стародавні єгиптяни задокументували лікування фізичних вад за допомогою лікувальної фізкультури, масажу, використання шин і пов’язок. Греки та римляни також зробили свій внесок у цю сферу, наприклад, Гіппократ і Гален, рекомендували фізичні вправи та масаж для відновлювання при різних травмах та захворюваннях.
Основи сучасної реабілітаційної медицини виникли наприкінці XIX – на початку XX ст., завдяки прогресу в ортопедії, неврології та фізіотерапії.
Сфера медичної реабілітації стала свідком швидкого зростання та розширення під час та після Першої та Другої світових воєн, оскільки велика кількість поранених солдатів потребували спеціалізованої допомоги, щоб відновити свої функціональні здібності та реінтегруватись у суспільство. Наприклад, під час Першої світової війни, сер Роберт Джонс, валійський хірург-ортопед, популяризував застосування фізичної терапії в реабілітаційних програмах в ортопедії.
Сьогодні медична реабілітація є добре сформованою та науково обґрунтованою сферою, яка продовжує розвиватися з новими терапевтичними втручаннями, технологіями та міждисциплінарними підходами. Поточні дослідження та розробки в таких сферах, як нейроінженерія (нейропротезування та нейрокомп'ютерні інтерфейси), робототехніка й віртуальна реальність, регенеративна медицина та персоналізована медицина, мають потенціал значно вплинути на майбутнє реабілітаційної медицини та покращити результати медичної реабілітації пацієнтів.

## Термінологія
За визначенням Комітету експертів з реабілітації ВООЗ (1963), реабілітація — це процес, «метою якого є запобігання інвалідності під час лікування захворювання і допомога хворому у досягненні максимальної фізичної, психічної, професійної, соціальної та економічної повноцінності, на яку він буде здатний в межах існуючого захворювання».

## Напрями досліджень
Напрями досліджень:
- експериментальне та клінічне вивчення механізмів дії та взаємодії фізичних чинників природного та преформованого характеру, інших немедикаментозних засобів;
- розроблення немедикаментозних і комплексних (поєднання немедикаментозних засобів і ліків) методів відновлювального лікування та профілактики різноманітних захворювань на всіх етапах медичної реабілітації (стаціонар, санаторій, поліклініка);
- питання організаційно-методичного забезпечення в галузі фізіотерапії та медичної реабілітації.

## Професійно-медична реабілітація інвалідів
Інваліди держави мають законодавчу можливість пройти професійно-медичну реабілітацію та набути корисну соціально-важливу професію у Всеукраїнському центрі професійної реабілітації інвалідів.

## Механізми
Важливу роль у відновленні організму після травм, відіграють адаптаційний синдром та адаптація.
Наприклад, для нервової системи — нейропластичність, здатність мозку, який керує усіма фізіологічними системами тіла, адаптуватись до змін, навчання та тренування. У деяких випадках мозок може реорганізуватися, щоб компенсувати пошкоджені або втрачені функції, дозволяючи людям відновити певний рівень нормального стану.

## Додаткова література
- Фізична та реабілітаційна медицина в Україні: проблеми та перспективи / В. О. Малахов, Г М. Кошелєва, В. О. Родін. 2015 р. — УНДІ медичної реабілітації та курортології Міністерства охорони здоров’я України.

### Книги
- Основи реабілітації, фізичної терапії, ерготерапії: [підручник / кол. авт.: Л.О. Вакуленко, В.В. Клапчук, Д.В. Вакуленко та ін. — Тернопіль: ТДМУ: Укрмедкнига, 2018. — 372 с. — ISBN 978-966-673-307-1.
- Медична і соціальна реабілітація: підручник / В.Б. Самойленко, Н.П. Яковенко, І.О. Петряшев та ін. — 2-е видання, ВСВ «Медицина», 2019. 464 с. ISBN 978-617-505-624-0.
- Медична та соціальна реабілітація / С. Сапункова, Л. Піц, А. Гутніцька. — ВСВ «Медицина», 2018. 280 с ISBN 978-617-505-714-8.
- Ерготерапія. Майкова Т.В., Афанасьєв С.М., Афанасьєва О.С. — Дніпро, 2019, 374 с. ISBN 978-966-234-192-1.
- Sivan Manoj; Phillips Margaret; Baguley Ian; Nott Melissa (2019). Oxford handbook of rehabilitation medicine (вид. 3rd edition). Oxford. ISBN 978-0-19-182738-9.
- Mihailidis Alex; Smith Roger (2023). Rehabilitation engineering: principles and practice (вид. 1st edition). Boca Raton, FL. ISBN 978-1-315-27048-7.
- Rehabilitation Robotics: Challenges in Design, Control, and Real Applications. (pdf, epub, відкритий доступ). 2021-2022+. Frontiers in Neurorobotics.

### Журнали
- Archives of Physical Medicine and Rehabilitation
- IEEE Transactions on Neural Systems and Rehabilitation Engineering
- Disability and Rehabilitation
- Neurorehabilitation and Neural Repair
- Clinical Rehabilitation
- American Journal of Physical Medicine and Rehabilitation
- Journal of Head Trauma Rehabilitation
- Journal of NeuroEngineering and Rehabilitation. BioMed Central (англ.). Процитовано 5 травня 2023.
- Journal of Rehabilitation Medicine
- Neuropsychological Rehabilitation
- Journal of Occupational Rehabilitation
- Journal of Cardiopulmonary Rehabilitation and Prevention
- Rehabilitation Psychology
- NeuroRehabilitation
- Psychiatric Rehabilitation Journal
- Topics in Stroke Rehabilitation
- European Journal of Physical and Rehabilitation Medicine
- International Journal of Rehabilitation Research
- Annals of Physical and Rehabilitation Medicine
- Rehabilitation Nursing
- Journal of Pediatric Rehabilitation Medicine
- International Journal of Therapy and Rehabilitation